# Colosul (pictură)
Colosul (cunoscută, de asemenea, ca Gigantul și în limba spaniolă ca El Coloso, El Gigante (Gigantul), El Pánico (Panica) și La Tormenta (Furtuna)) este o pictură atribuită în mod tradițional lui Francisco de Goya care prezintă un gigant în centrul pânzei mergând către partea stângă a imaginii. Munții ascund picioarele până la coapse și norii îi înconjoară corpul; gigantul pare a adopta o postura agresivă deoarece ține un pumn strâns ridicat la nivelul umărului. O vale întunecată care conține un număr mare de oameni și turme de vite, fugind în toate direcțiile, ocupă treimea de jos a picturii.
Pictura a devenit proprietatea fiului lui Goya, Javier Goya, în 1812. Ea a fost deținută mai târziu de Pedro Fernández Durán, care și-a lăsat moștenire colecția de artă Muzeului Prado din Madrid, unde a fost păstrată încă din 1931.

## Istoria picturii

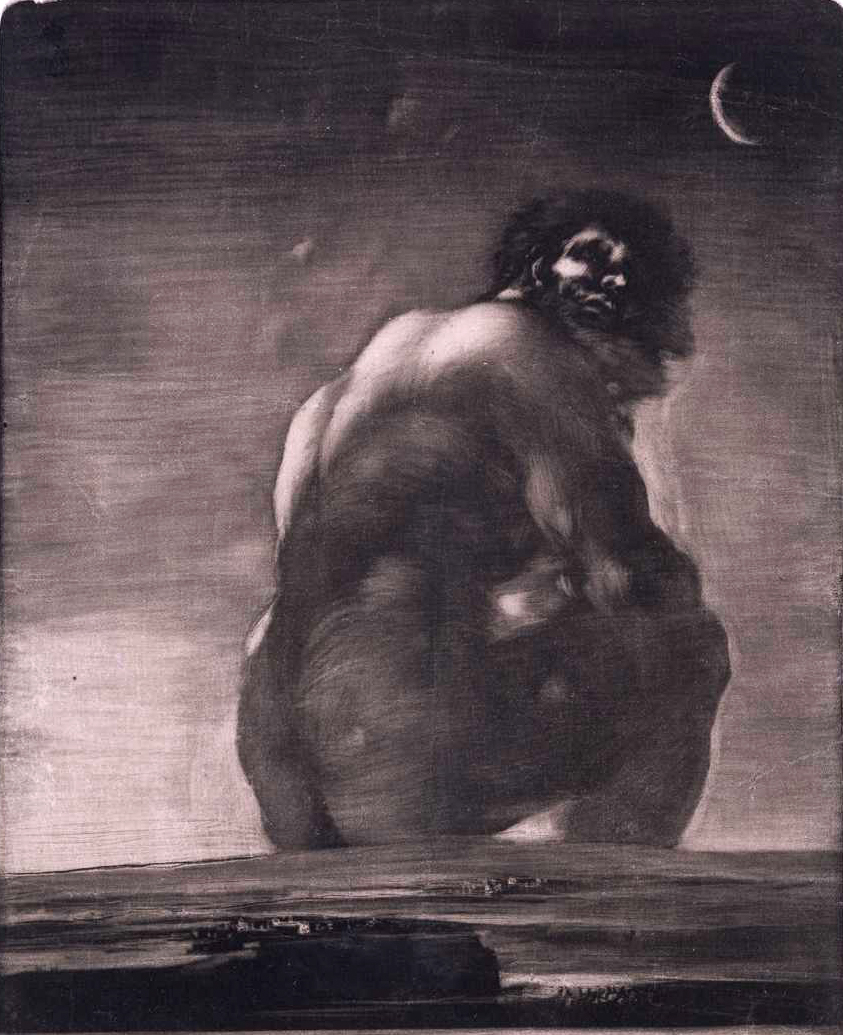
Gigantul, numit, de asemenea, Colosul (stampă nenumerotată, 1814-1818). Gravură realizată în acvatintă de Francisco de Goya; partea de jos a stampei, unde ar fi fost inserat titlul, a fost decupată.

Pictura face parte din colecția Muzeului Prado începând din 1931, când a fost donată colecția de artă a lui Pedro Fernández Durán. Prima atribuire documentată a picturii lui Goya datează din 1946, când Francisco Javier Sánchez Cantón a publicat inventarul averii Josefei Bayeu, soția lui Goya, la moartea ei în 1812. Inventarul conținea pictura unui „gigant” cu aceleași dimensiuni ca pictura Colosul, care a fost identificată printr-un X (Xavier Goya) și prin numărul 18.
Pictura a trecut în proprietatea lui Miguel Fernández Durán Fernández de Pinedo y Bizarrón, marchiz de Perales, care a lăsat-o moștenire urmașilor săi la moartea sa, în 1833. Pictura este menționată în averea lăsată prin testament de Paula Bernaldo de Quirós (marchiză de Perales și Tolosa și mama lui Pedro Fernández Durán) la moartea ei, în 1877. În acel moment pictura era descrisă ca „O alegorie profetică a nenorocirilor care au avut loc în timpul Războiului de Independență, un Goya original, măsurând 1.15 x 1.[0]3 (unități de măsură globale), având o valoare de o mie cinci sute de pesetas”.
Mai recent, întrebările ridicate cu privire la autorul picturii Colosul și la absența sa din expoziția Goya în timpul războiului de la Muzeul Prado au concentrat atenția, printre altele, asupra gravurii lui Goya pe aceeași temă, care a fost inclusă în aceeași expoziție (nr. 28 din catalogul expoziției). Într-un articol intitulat „Tehnica artistică ca metodă de cercetare referitoare la „Colosul” lui Goya” (în nr. 324 al revistei Goya) Jesusa Vega a stabilit relația dintre gravura cunoscută sub numele de Gigantul (care are o a doua copie în Biblioteca Națională a Spaniei din Madrid) și Colosul în aceste cuvinte: „gigantul a trecut din poziție de rezistență / apărare, mândru și drept, într-o poziție melancolică, așezat, reflectând starea de spirit a multor spanioli, un sentiment colectiv împărtășit de către creatorul celor două opere de artă”. Dacă se consideră că pictura a fost realizată între 1808 — începutul Războiului Peninsular — și 1812 — atunci când pictura este înregistrată printre bunurile împărțite între Goya și fiul său, Javier — atunci gravura trebuie să fie datată ca fiind realizată după sfârșitul războiului datorită tehnicii și materialelor utilizate în seria de gravuri Dezastrele războiului.

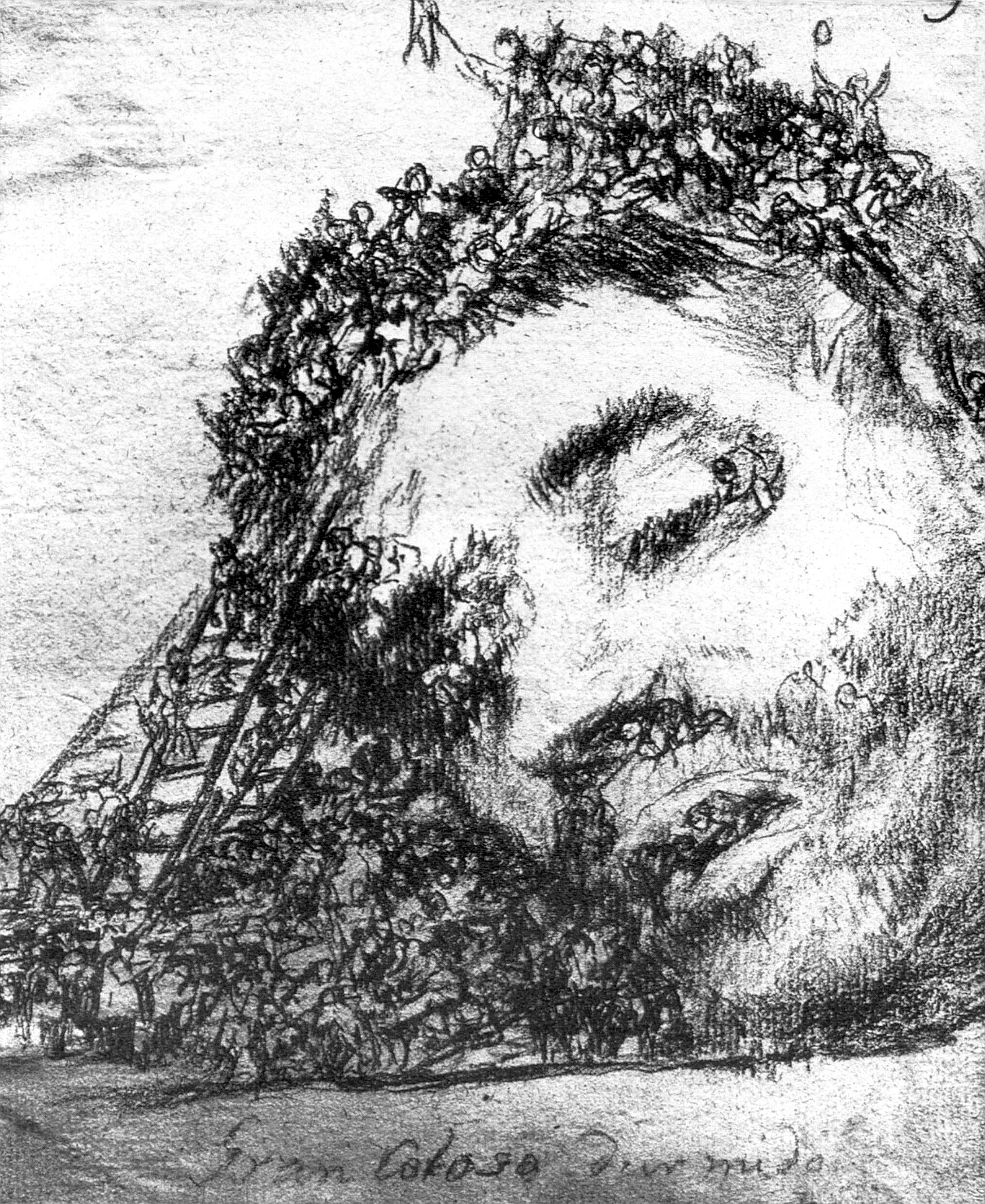
Desen cu titlul Gran Coloso dormido (Marele gigant adormit), cu scrisul de mână al lui Goya. Litografie în creion, Album G-3 sau Primul Abum Burdeos (1824–1828), aflat în colecția Gerstenberg din Berlin și în prezent în colecția Muzeului Ermitaj (Sankt Petersburg).

## Analiză
Corpul mare al gigantului ocupă centrul compoziției. El pare să adopte o poziție războinică datorită poziției brațului vizibil și al pumnului strâns. Tabloul a fost pictat în timpul Războiului Peninsular, deci ar putea fi o reprezentare simbolică a războiului. Nigel Glendinning afirmă că imaginea este inspirată de un poem patriotic scris de Juan Bautista Arriaza numit Profeția pirineică publicată în 1810. Poemul reprezintă poporul spaniol ca un gigant care se ridică din Pirinei cu scopul de a se opune invaziei Napoleoniene. Pictura Vulturul a lui Goya, care a fost descoperită în posesia fiului lui Goya în 1836, este similară ca mărime și caracter alegoric cu Colosul. Nigel Glendinning consideră acest lucru o dovadă că Goya a conceput picturi cu un concept similar cu Colosul.
Postura gigantului a făcut obiectul mai multor interpretări. Nu se știe dacă el merge sau stă ferm cu picioarele depărtate. Poziția colosului este, de asemenea, ambiguă: el ar putea să se afle în spatele munților sau îngropat până la genunchi, ca în alte picturi negre ale lui Goya, printre care Lupta cu bastoane. Picioarele subiectului sunt, de asemenea, ascunse în Saturn devorându-și fiul și subiectul este chiar îngropat până la gât — sau, eventual, se află în spatele unui dig — în Câinele, care este menționat uneori în limba spaniolă ca Perro Semihundido (Câine semiscufundat). Unii experți au sugerat că gigantul pare să aibă ochii închiși, ceea ce ar putea reprezenta ideea de violență oarbă.
În contrast cu figura dreaptă a gigantului se află personajele mici din vale care fug în toate direcțiile. Singura excepție este un măgar, care încă mai stă în picioare; Juan J. Luna a sugerat că această figură ar putea reprezenta neputința de a înțelege ororile războiului.
Tehnica utilizată în acest tablou este similară cu cea folosită în Picturile negre ale lui Goya, care au fost pictate inițial pe pereții casei lui Goya, Quinta del Sordo. S-a sugerat o dată ulterioară a pictării acestui tablou, ceea ce ar însemna că Colosul menționat în inventarul din 1812 este o altă pictură. Cu toate acestea, Nigel Glendinning, a infirmat această datare ulterioară prin argumente bazate exclusiv pe caracteristicile stilistice ale picturii. Glendinning susține că toate caracteristicile stilistice existente în Colosul sunt deja prezente (deși nu în aceeași măsură) în picturile anterioare ale lui Goya de la Lunca din San Isidro în 1788, care conține mici figuri pictate cu accidente vasculare cerebrale rapide; la Capriciile (1799) nr. 3 (Vine bau-bau) și 52 (Ceea ce poate face un croitor) pentru tema unui personaj supradimensionat care este înfricoșător. Aceste caracteristici apar și în unele desene găsit în caietele de schițe ale lui Goya, precum Un gigant pe balcon, Un gigant cu glugă și Visul vrăjitoarelor (Gassier și Wilson nr. 625, 633 și 638).

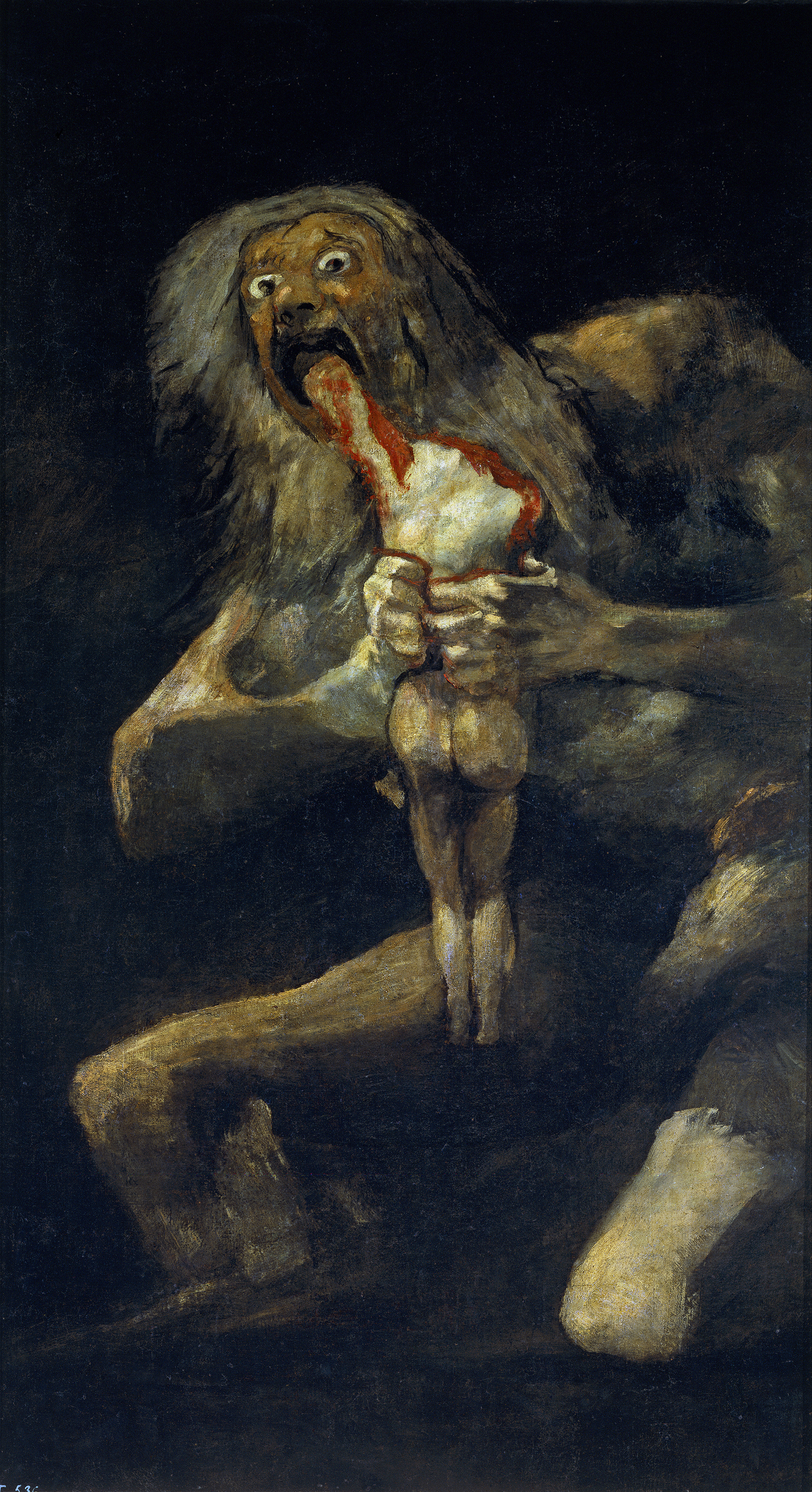
Saturn devorându-și fiul, una dintre picturile negre ale lui Goya (1819-1823).

O serie de teme paralele există, de asemenea, în Dezastrele războiului și în gravura omonimă nenumerotată Gigantul sau Colosul, care datează din perioada cuprinsă între 1814 și 1818 și prezintă un uriaș așezat într-un peisaj întunecat și dezolant, cu o semilună în colțul de sus. Cu toate acestea, postura gigantului și întunericul nopții exprimă o singurătate care este diferită de agresivitatea reprezentată în pictură, iar gravura nu are legătură, evident, cu războiul. Nu este posibil să se stabilească dacă ochii gigantului sunt închiși în gravură, dar el pare să asculte ceva. Gigantul face ceva pe care Goya, care era surd din 1793, dorea să fie capabil să o facă. Sau poate că postura gigantului reflectă atenția alertă a cuiva care este surd și/sau orb.
Ceea ce este sigur este faptul că pictura în ulei este similară din punct de vedere stilistic cu Picturile negre. Culoarea neagră predomină, tușele de culoare sunt minimaliste și aplicate cu o spatulă și tema pare a fi legate de anumite lucrări germane aparținând mișcării Sturm und Drang din perioada timpurie a romantismului. Accentul lui Goya pe elementul emoțional al panicii care cauzează fuga haotică a populației reflectă, de asemenea, acest estetism romantic timpuriu. Simbolismul gigantului întrupează ideile de identitate în conștiința colectivă sau Volkgeist, mai ales atunci când această conștiință este în legătură cu agresiunea, care era considerată ca provenind din exteriorul țării. Aceste idei au apărut în legătură cu romantismul german idealist și au fost larg răspândite în Europa de la începutul secolului al XIX-lea. Poeziile patriotice ale epocii, cum ar fi Profeția pirineică, erau cunoscute pe de rost de mulți spanioli, inclusiv Goya, care era, de asemenea, prieten cu binecunoscuții gânditori preromantici și scriitori iluminiști.

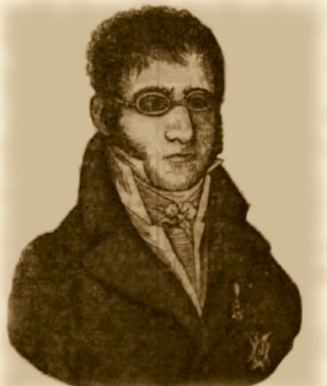
Juan Bautista Arriaza, autor al Profeției pirineice (în Poesías patrióticas, 1810), probabil sursa de inspirație a picturii Colosul.

Alte interpretări urmăresc semnificația acordată acestui tablou. În ceea ce privește embleme, s-a sugerat că gigantul ar putea reprezenta un incompetent și arogant Ferdinand al VII-lea al Spaniei, iar munții i-ar sublinia aroganța. În plus, s-a sugerat că măgarul care stă pe loc reprezintă o artistocrație anchilozată, care este necesară unei monarhii absolutiste. Studiile reprezentărilor de giganți în desenele satirice din această perioadă sau ale figurii mitice a lui Hercule au argumentat că gigantul din tablou reprezintă monarhia spaniolă care s-a opus regimului napoleonian. Investigațiile care au folosit analiza cu raze X a posturii gigantului au sugerat că personajul seamănă cu Hercule Farnese reprezentat în gravuri de Hendrick Goltzius sau cu Hercule spaniol pictat de Francisco de Zurbarán în seria Muncile lui Hercule, care se găsește printre picturile de lupte cele mai semnificative din Salón de Reinos al Palatului Buen Retiro din Madrid.
Cu toate acestea, Glendinning a insistat că ideea unui gigant este comună poeziei patriotice din timpul Războiului Peninsular. Ideea este prefigurată în Secolul de aur spaniol de figuri alegorice ale teatrului baroc (tragedia Asediul Numanciei a lui Cervantes conține un pasaj în care Spania este reprezentat într-un dialog cu râul Duero) și multe dintre aceste personaje sunt apariții binecuvântate de Dumnezeu (cum ar fi Sfântul Iacob sau Sfântul Gheorghe în bătălii importante împotriva maurilor) cu scopul de a-i motiva pe soldații implicați în luptă. Există uriași asemănători în poemul patriotic Spaniei, după Revoluția din Martie al lui Manuel José Quintana, în care umbrele uriașilor care-i reprezintă pe eroii spanioli Ferdinand al III-lea de Castilia, Gonzalo Fernández de Córdoba (El Gran Capitán) și Rodrigo Díaz de Vivar (El Cid) îndeamnă poporul spaniol la rezistență. Într-un poem al lui Cristóbal de Beña umbra lui Iacob I de Aragon (Jaime I el Conquistador) este invocată în scopuri similare. În poemul Zaragoza al lui Francisco Martinez de la Rosa, generalul Palafox, care i-a condus pe spanioli în Asediul Zaragozei (1808), este încurajată de predecesorul său, Rodrigo de Rebolledo. În cele din urmă, învingătorul din Bătălia din Las Navas de Tolosa, regele Alfonso al VIII-lea al Castiliei, este menționat în imnul care evocă Bătălia de la Bailén scris de Juan Bautista Arriaza. 

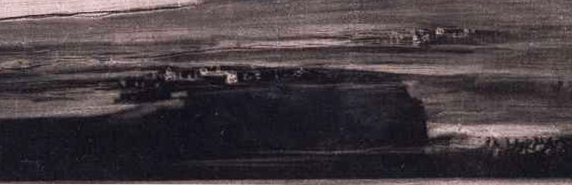
Detaliu al peisajului urban din gravura Gigantul sau Colosul

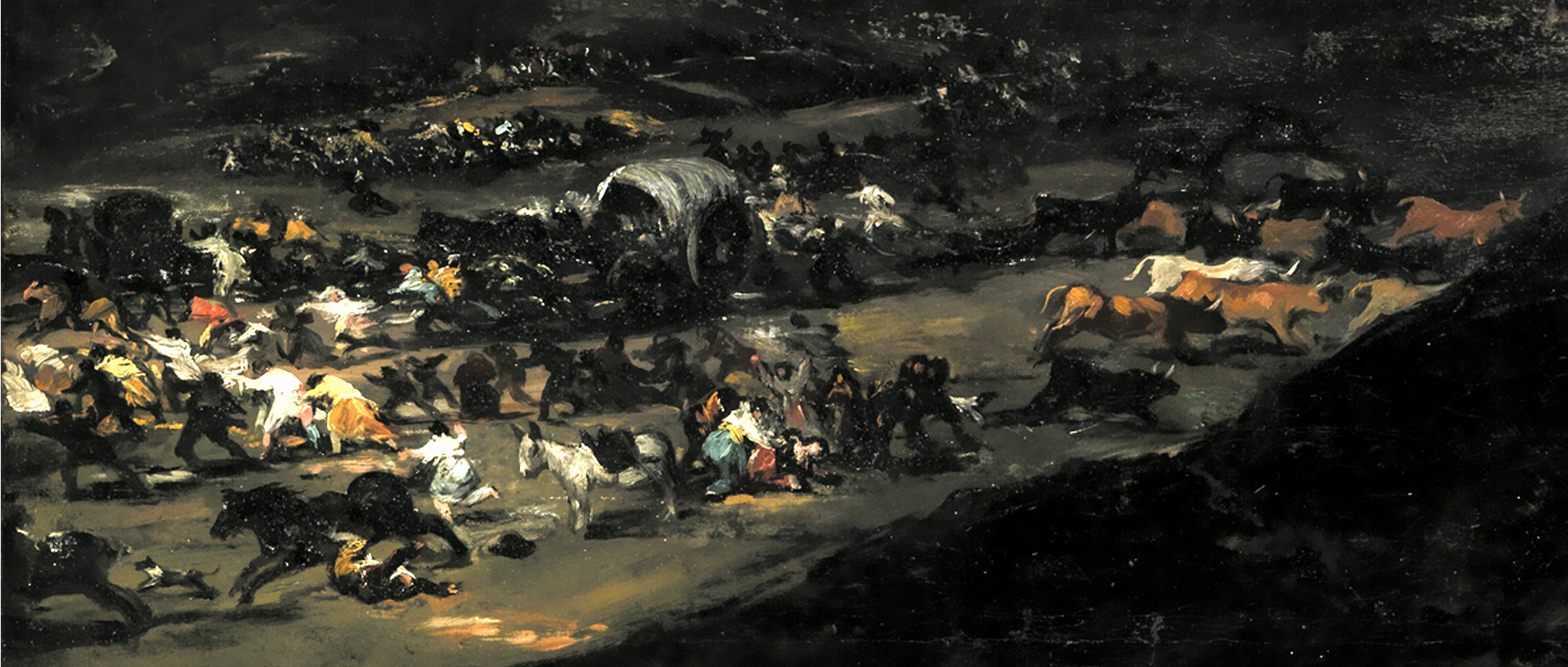
Detaliu al părții de jos a picturii. Oamenii și animalele fug în direcții diferite, formând o compoziție dinamică cu linii centrifuge.

În ciuda tuturor elementelor prezentate mai sus, există încă elemente necunoscute în această pictură. Nu există un argument convingător în ceea ce privește direcția în care se deplasează gigantul (în cazul că el se mișcă) și este imposibil să se vadă inamicul căruia i se opune. Cu toate acestea, în cele din urmă,  unii autori consideră că este foarte probabil ca terenul muntos să ascundă vederii armata inamică de pe cealaltă parte a văii, de care ar putea fugi populația civilă. Prin urmare, s-a susținut ipoteza că pictura arată, cel mai probabil, o confruntare între armata franceză invadatoare și gigant, reprezentând apărarea forțelor spaniole, așa cum este descrisă în poemul lui Arriaza. Intenția gigantului de a lupta cu mâinile goale și fără arme este descrisă, de asemenea, de Arriaza în poemul Recuerdos del Dos de Mayo, care subliniază natura eroică a națiunii spaniole. Eroismul gigantului contrastează cu frica restului populației, care fuge și se răspândește în mai multe direcții diferite, oprindu-se uneori pentru a ajuta pe cineva care s-a prăbușit sau din cauza încăpățânării legendare a unui catâr.
În ceea ce privește axa compoziției, există o serie de semnale care reprezintă dinamic direcțiile în care fuge mulțimea, care este în principal spre și dincolo de colțul stânga jos a tabloului. Există o axă opusă evidențiată de deplasarea cirezii de tauri către dreapta. În toate această mișcare sunt câteva personaje care așteaptă o persoană căzută sau pe cineva aflat în dificultate, ceea ce oferă un contrapunct la mișcarea mulțimii și subliniază impresia de haos. Gigantul este separat de prim-plan de munți, oferind astfel o senzație de adâncime. El este întors și orientat cu fața spre stânga, ceea ce creează o perspectivă mai îndepărtată de privitor și formează o opoziție diagonală către direcția în care fuge mulțimea.
Această lumină oblică este fracturată și întreruptă de piscurile munților care sporesc senzația de dezechilibru și de dezordine. Efectul este similar cu faimoasa „lumină nesigură a zilei” („Fabula lui Polifem și Galateea”, v. 72.) a lui Luis de Góngora. În loc de o compoziție centripetă în care toate indicațiile evidențiază un nucleu central, în acest tablou toate liniile de mișcare sparg unitatea imaginii în mai multe căi spre margini. Pictura poate fi considerată un exemplu al multor picturi romantice, cu o compoziție organică (în acest caz centrifugă), în ceea ce privește mișcările și acțiunile personajelor din pictură. Acest lucru poate contrasta cu compozițiile mecanice ale neoclasicismului, unde conținutul tabloului formează axe unghiulare, impuse de voința rațională a pictorului.

## Atribuire

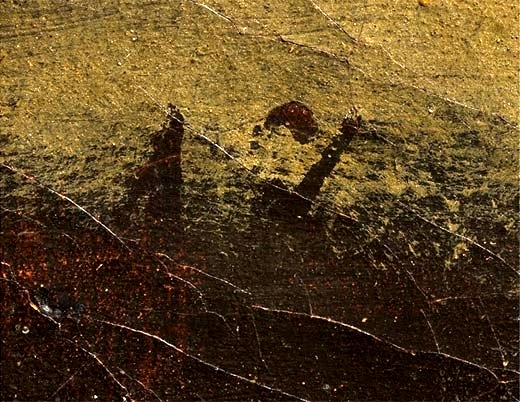
Trăsăturile de penel din colțul stânga jos al Colosului, pe care Nigel Glendinning le-a identificat ca două numere (17 sau 18) dintr-un inventar (despre care Jesusa Vega afirmă în „The Colossus is by Francisco de Goya” 2012 că este 18) și Manuela Mena le-a identificat mai întâi ca inițialele lui Asensio Juliá (A. J.), chiar dacă în ianuarie 2009 ea a refuzat să precizeze în mod definitiv că aceste trăsături de penel erau semnătura pictorului valencian.

În iunie 2008 Muzeul Prado a elaborat un comunicat de presă în care Manuela Mena, curator-șef al picturilor din secolul al XVIII-lea și al picturilor lui Goya, a declarat că pictura era „aproape sigur” opera pictorului Asensio Juliá care era un prieten și colaborator al lui Goya. Analiza întreprinsă în ianuarie 2009 a concluzionat că pictura era opera unuia dintre ucenicii lui Goya, fără a fi în măsură să afirme cu certitudine că această persoană era Juliá.
Expertul în picturile lui Goya Nigel Glendinning respinge ideea că tabloul a fost pictat de Asensio Juliá, precizând că argumentele care sprijină ipoteza lui Mena sunt „total subiective” și că trăsăturile de penel despre care Mena pretinde că sunt semnătura „A. J.” sunt de fapt primele cifre din numărul de inventar 176, care este vizibil în fotografiile vechi ale picturii. Se pot vedea, de asemenea, alte numere în aceste fotografii vechi, cum ar fi numărul 18, care face aluzie la propoziția „Un uriaș cu numărul optsprezece”, folosită într-o descriere a picturii Un gigant, care a fost numele folosit pentru pictură în inventarul lucrărilor lui Goya efectuat în 1812, după moartea soției pictorului, Josefa Bayeu.
În 2012 Jesusa Vega a publicat un articol intitulat „The Colossus is by Francisco de Goya”, în care ea arată că cifra 8 din mai multe picturi ale lui Goya corespunde cu trăsăturile de penel vizibile în Colosul. Vega respinge premisa de bază care a aruncat inițial o îndoială asupra atribuirii picturii lui Goya. În plus, ea a arătat că alte constatări reieșite din studiul efectuat de Muzeul Prado indică faptul că tabloul a fost pictat de Goya; acestea au inclus analiza pigmenților și lianților, evaluarea tehnicilor artistice folosite și tema și compoziția picturii, împreună cu asemănarea cu celelalte picturi negre ale lui Goya. Apoi, în 2009, istoricul de artă Valeriano Bozal, după ce a văzut comunicatul de presă al lui Mena, a declarat că „raportul nu este concludent”; el a încercat mai târziu, fără succes, să organizeze un congres de experți internaționali, cu obiectivul de a ajunge la un consens, declarând în iunie 2010 că „atribuirea picturii lui Goya a fost eliminată pe baza unor dovezi irelevante subțiri. Patrimoniul pictural a fost mutilat, fără probe concludente”. Alți cercetători, restauratori și foști directori ai Muzeului Prado au indicat că nu sunt de acord cu ipoteza lui Mena.
Pe de altă parte Manuela Mena a refuzat să concluzioneze definitiv că literele A. J. erau semnătura Asensio Juliá, unul dintre principalele argumente în favoarea atribuirea picturii pictorului valencian. În martie 2009 Nigel Glendinning și Jesusa Vega au publicat un articol intitulat „A failed attempt to delist The Colossus by the Prado Museum?” în revista științifică Goya, în care ei au pus la îndoială metodologia și argumentele din raportul lui Mena:
În concluzie, argumentele în favoarea delistării Colosului prezentate în raport sunt nu doar neconvingătoare, dar chiar sunt scandaloase din cauza erorilor făcute și a sofisticii utilizate. A publica un document de acest tip sub protecția Muzeului Prado, ca și cum instituția ar fi acceptat deja concluziile sale, este o acțiune greșit direcționată care pune sub semnul întrebării încrederea societății față de Muzeu.

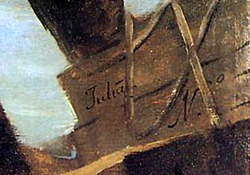
Semnătura lui Asensio Juliá pe pictura El Náufrago (Naufragiul)

Încă din 2001, Juliet Bareau-Wilson și Manuela Mena au pus la îndoială faptul că Goya ar fi autorul picturii, sugerând că fiul lui Goya, Javier, ar fi pictat-o. În plus, ei atribuie pictura Mulgătoarea din Bordeaux finei pictoriței Rosarito Weiss. Cu toate acestea, într-un articol intitulat The problem of the allocations from the 1900 Goya Exposition Nigel Glendinning și Fernando Checa, directorul de atunci al Muzeului Prado, resping aceste afirmații. În 2004 Nigel Glendinning a publicat, de asemenea, un articol intitulat Goya's The Colossus and the patriotic poetry of its time, precizând relațiile dintre ideile lui Goya cu privire la gigantul reprezentat în imagine și literatura spaniolă care a stârnit fervoarea patriotică a unei populații ce a supraviețuit războiului provocat de invazia lui Napoleon în Spania. Această legătură de idei nu ar fi existat dacă Colosul a fost pictat mai târziu, ceea ce este un argument pe care Glendinning îl folosește pentru a respinge ipotezele lui Bareau-Wilson și Mena. Această ipoteză încearcă să distanțeze pictura de inventarul averii soției lui Goya, Josefa Bayeu, la moartea ei în 1812. Inventarul conține un tablou cu aceleași dimensiuni ca ale Colosului, care este numit Un gigant și a fost identificat în mod tradițional ca fiind același tablou.
În iulie 2009 universități spaniole și numeroși experți în picturile lui Goya au semnat o declarație de sprijin al lui Nigel Glendinning, apărând utilizarea metodei științifice în studiul istoriei artei și atribuind pictura Colosul lui Goya.

## Legături externe
- Information on Francisco de Goya's painting The Colossus (Museo del Prado, Madrid). Arhivat în 2 iunie 2020, la Wayback Machine.
- Virtual exhibition of Goya's prints held at the Spanish Biblioteca Nacional in Madrid. Unnumbered prints. El coloso. Burnished aquatint print.
- Information sheet on The Colossus on Prado Museum online.
- Information sheet on The Colossus from the catalogue of Goya's works by Zaragoza University.
- Glendinning, Nigel, "En torno al Coloso atribuido a Goya una vez más" Arhivat în 2 iunie 2020, la Wayback Machine., Goya. Revista de Arte, 329 (October-December 2009), pages 294-299. Version on Google docs.
- Luna, Juan J., El coloso, 1996.
- Vega, Jesusa, Patrimonio, moral pública e historia del arte [video conference regarding the delisting of Coloso and the attribution of works of art], Seminari: Comerç, Exportació, Falsificació d'objectes d'art ('Seminar: commerce, exportation and falsification of works of art'), on e-artDocuments, № 1, 2009. Summary of talks at a conference and link to a vídeo.
- Europe in the age of enlightenment and revolution, a catalog from The Metropolitan Museum of Art Libraries (fully available online as PDF), which contains material on this painting (see index)